# Vjatitjer
Vjatitjerna var en östslavisk stam under 700-1100-talet som hade sina bosättningar i Oka-flodens bäcken. Nestorskrönikan menar att stammens anfader skall ha varit en man vid namn Vyatko eller Vjatko, därav namnet. De skall huvudsakligen ha varit sysselsatta med jordbruk och boskapsuppfödning. Under 800- och 900-talet betalade de tribut till khazarerna och till furstarna i Kiev.
Den sista direkta skriftliga hänvisningen till vjatitjerna var i en krönika daterad 1197 och det område som de bebodde delades upp mellan furstarna av Tjernigov och Suzdal under senare delen av 1100-talet. 